# Open GDF Suez 2012 - Qualificazioni singolare
Le qualificazioni del singolare  dell'Open GDF Suez 2012 sono state un torneo di tennis preliminare per accedere alla fase finale della manifestazione. I vincitori dell'ultimo turno sono entrati di diritto nel tabellone principale. In caso di ritiro di uno o più giocatori aventi diritto a questi sono subentrati i lucky loser, ossia i giocatori che hanno perso nell'ultimo turno ma che avevano una classifica più alta rispetto agli altri partecipanti che avevano comunque perso nel turno finale.

## Teste di serie
1. Mona Barthel (qualificata)
2. Bethanie Mattek-Sands (qualificata)
3. Alberta Brianti (ultimo turno)
4. Gréta Arn (qualificata)

1. Nina Bratčikova (secondo turno)
2. Kristina Barrois (qualificata)
3. Varvara Lepchenko (ultimo turno)
4. Alizé Cornet (inserita nel tabellone principale)
5. Jill Craybas (ultimo turno)

## Qualificate
1. Mona Barthel
2. Bethanie Mattek-Sands

1. Kristina Barrois
2. Gréta Arn

## Tabellone qualificazioni

### 1ª sezione
|  | Primo turno             | Primo turno             | Primo turno             | Primo turno | Primo turno |  |  | Secondo turno | Secondo turno     | Secondo turno     | Secondo turno     | Secondo turno     |   |   | Ultimo turno | Ultimo turno | Ultimo turno | Ultimo turno | Ultimo turno |  |
|  |                         |                         |                         |             |             |  |  |               |                   |                   |                   |                   |   |   |              |              |              |              |              |  |
|  | 1                       | Mona Barthel            | Mona Barthel            | 6           | 6           |  |  |               |                   |                   |                   |                   |   |   |              |              |              |              |              |  |
|  |                         | Marija Korytceva        | Marija Korytceva        | 4           | 3           |  |  | 1             | Mona Barthel      | Mona Barthel      | 6                 | 7                 |   |   |              |              |              |              |              |  |
|  | Margarita Chakhnashvili | Margarita Chakhnashvili | Margarita Chakhnashvili | 0           | 0           |  |  |               | Julie Coin        | Julie Coin        | 3                 | 5                 |   |   |              |              |              |              |              |  |
|  | Julie Coin              | Julie Coin              | Julie Coin              | 6           | 6           |  |  |               |                   |                   |                   |                   |   |   | 1            | Mona Barthel | Mona Barthel | 6            | 6            |  |
|  | Marta Domachowska       | Marta Domachowska       | Marta Domachowska       | 6           | 6           |  |  |               |                   | 7                 | Varvara Lepchenko | Varvara Lepchenko | 3 | 4 |              |              |              |              |              |  |
|  | Elena Bogdan            | Elena Bogdan            | Elena Bogdan            | 4           | 4           |  |  |               | Marta Domachowska | Marta Domachowska | 2                 | 3                 |   |   |              |              |              |              |              |  |
|  |                         | Laura Thorpe            | Laura Thorpe            | 2           | 5           |  |  | 7             | Varvara Lepchenko | Varvara Lepchenko | 6                 | 6                 |   |   |              |              |              |              |              |  |
|  | 7                       | Varvara Lepchenko       | Varvara Lepchenko       | 6           | 7           |  |  |               |                   |                   |                   |                   |   |   |              |              |              |              |              |  |

### 2ª sezione
|  | Primo turno   | Primo turno           | Primo turno           | Primo turno | Primo turno |  |  | Secondo turno | Secondo turno         | Secondo turno  | Secondo turno | Secondo turno |   |   | Ultimo turno | Ultimo turno          | Ultimo turno | Ultimo turno | Ultimo turno |  |
|  |               |                       |                       |             |             |  |  |               |                       |                |               |               |   |   |              |                       |              |              |              |  |
|  | 2             | Bethanie Mattek-Sands | Bethanie Mattek-Sands | 6           | 7           |  |  |               |                       |                |               |               |   |   |              |                       |              |              |              |  |
|  |               | Veronika Kapshai      | Veronika Kapshai      | 3           | 64          |  |  | 2             | Bethanie Mattek-Sands | 6              | 3             | 6             |   |   |              |                       |              |              |              |  |
|  | Audrey Bergot | Audrey Bergot         | Audrey Bergot         | 1           | 2           |  |  |               | Naomi Broady          | 3              | 6             | 1             |   |   |              |                       |              |              |              |  |
|  | Naomi Broady  | Naomi Broady          | Naomi Broady          | 6           | 6           |  |  |               |                       |                |               |               |   |   | 2            | Bethanie Mattek-Sands | 6            | 63           | 6            |  |
|  | WC            | Irina Ramialison      | 6                     | 5           | 2           |  |  |               |                       | 9              | Jill Craybas  | 1             | 7 | 4 |              |                       |              |              |              |  |
|  |               | Anna Remondina        | 4                     | 7           | 6           |  |  |               | Anna Remondina        | Anna Remondina | 65            | 2             |   |   |              |                       |              |              |              |  |
|  |               | Lim Alize             | 1                     | 6           | 2           |  |  | 9             | Jill Craybas          | Jill Craybas   | 7             | 6             |   |   |              |                       |              |              |              |  |
|  | 9             | Jill Craybas          | 6                     | 4           | 6           |  |  |               |                       |                |               |               |   |   |              |                       |              |              |              |  |

### 3ª sezione
|  | Primo turno       | Primo turno       | Primo turno       | Primo turno | Primo turno |  |  | Secondo turno | Secondo turno     | Secondo turno     | Secondo turno    | Secondo turno    |   |   | Ultimo turno | Ultimo turno    | Ultimo turno    | Ultimo turno | Ultimo turno |  |
|  |                   |                   |                   |             |             |  |  |               |                   |                   |                  |                  |   |   |              |                 |                 |              |              |  |
|  | 3                 | Alberta Brianti   | Alberta Brianti   | 6           | 6           |  |  |               |                   |                   |                  |                  |   |   |              |                 |                 |              |              |  |
|  |                   | Stephanie Vogt    | Stephanie Vogt    | 4           | 0           |  |  | 3             | Alberta Brianti   | Alberta Brianti   | 6                | 7                |   |   |              |                 |                 |              |              |  |
|  | Anna Floris       | Anna Floris       | Anna Floris       | 4           | 2           |  |  |               | Kristína Kučová   | Kristína Kučová   | 3                | 5                |   |   |              |                 |                 |              |              |  |
|  | Kristína Kučová   | Kristína Kučová   | Kristína Kučová   | 6           | 6           |  |  |               |                   |                   |                  |                  |   |   | 3            | Alberta Brianti | Alberta Brianti | 0            | 3            |  |
|  | Amandine Hesse    | Amandine Hesse    | Amandine Hesse    | 1           | 1           |  |  |               |                   | 6                 | Kristina Barrois | Kristina Barrois | 6 | 6 |              |                 |                 |              |              |  |
|  | Ekaterina Byčkova | Ekaterina Byčkova | Ekaterina Byčkova | 6           | 6           |  |  |               | Ekaterina Byčkova | Ekaterina Byčkova | 0                | 0                |   |   |              |                 |                 |              |              |  |
|  |                   | Tatjana Maria     | Tatjana Maria     | 3           | 2           |  |  | 6             | Kristina Barrois  | Kristina Barrois  | 6                | 6                |   |   |              |                 |                 |              |              |  |
|  | 6                 | Kristina Barrois  | Kristina Barrois  | 6           | 6           |  |  |               |                   |                   |                  |                  |   |   |              |                 |                 |              |              |  |

### 4ª sezione
|  | Primo turno             | Primo turno             | Primo turno | Primo turno | Primo turno |  |  | Secondo turno | Secondo turno           | Secondo turno           | Secondo turno           | Secondo turno |   |   | Ultimo turno | Ultimo turno | Ultimo turno | Ultimo turno | Ultimo turno |  |
|  |                         |                         |             |             |             |  |  |               |                         |                         |                         |               |   |   |              |              |              |              |              |  |
|  | 4                       | Gréta Arn               | 4           | 6           | 7           |  |  |               |                         |                         |                         |               |   |   |              |              |              |              |              |  |
|  | WC                      | Myrtille Georges        | 6           | 4           | 5           |  |  | 4             | Gréta Arn               | Gréta Arn               | 7                       | 6             |   |   |              |              |              |              |              |  |
|  | ALT                     | Natalie Grandin         | 6           | 0           | 1           |  |  |               | Séverine Beltrame       | Séverine Beltrame       | 63                      | 3             |   |   |              |              |              |              |              |  |
|  |                         | Séverine Beltrame       | 3           | 6           | 6           |  |  |               |                         |                         |                         |               |   |   | 4            | Gréta Arn    | 5            | 6            | 6            |  |
|  | Giulia Gatto-Monticone  | Giulia Gatto-Monticone  | 65          | 6           | 2           |  |  |               |                         |                         | Garbiñe Muguruza Blanco | 7             | 4 | 1 |              |              |              |              |              |  |
|  | Garbiñe Muguruza Blanco | Garbiñe Muguruza Blanco | 7           | 3           | 6           |  |  |               | Garbiñe Muguruza Blanco | Garbiñe Muguruza Blanco | 6                       | 6             |   |   |              |              |              |              |              |  |
|  | WC                      | Jessica Ginier          | 6           | 1           | 4           |  |  | 5             | Nina Bratčikova         | Nina Bratčikova         | 3                       | 3             |   |   |              |              |              |              |              |  |
|  | 5                       | Nina Bratčikova         | 4           | 6           | 6           |  |  |               |                         |                         |                         |               |   |   |              |              |              |              |              |  |